# Crazy Elephant
Crazy Elephant was een Amerikaanse bubblegumband, bekend om hun hit Gimme Gimme Good Lovin uit 1969. Crazy Elephant was een studioverzinsel, de Marzano-Calvert Studio Band, gecreëerd door Jerry Kasenetz en Jeff Katz van Super K Productions, gepromoot in Cashbox magazine als naar verluidt een groep mijnwerkers uit Wales.

## Geschiedenis
Voormalig Cadillacs-lid Robert Spencer werd veel gebruikt als leadzanger, hoewel toekomstig 10cc-lid Kevin Godley de leadzang voor zijn rekening nam op There Ain't No Umbopo, opgenomen in de Strawberry Studios in Stockport en uitgebracht bij Bell Records in mei 1970. Later werd voor promotionele doeleinden een tourneeband geformeerd. De bassist op Gimme Gimme Good Lovin' was Norman Marzano, onderdeel van de Marzano-Calvert studiogroep. Het lied werd in 1979 gecoverd door de band Adrenalin uit Detroit met zanger David Larson en later door Helix.
Gimme Gimme Good Lovin'/The Dark Part of My Mind was een transatlantisch one-hit wonder, waarmee het nummer 12 werd in zowel de Amerikaanse Billboard Hot 100 als de UK Singles Chart. Verschillende vervolgsingles, waaronder Gimme Some More/My Baby (Honey Pie) en Sunshine Red Wine/Pam kwamen niet in de hitlijsten.

## Samenstelling
In 1969 verscheen ook een album met de naam Crazy Elephant. De meewerkende muzikanten waren:
- Robert Spencer (zang)
- Kenny Cohen (fluit, saxofoon, zang), die later optrad met The Eagles, Santana, Rod Stewart en B.B. King.
- Bob Avery (drums), later bij The Music Explosion
- Larry Laufer (keyboards, zang)
- Hal King (zang)
- Ronnie Bretone (bas)

## Discografie

### Singles
- 1967: The Right Girl / Your Cheatin' Heart
- 1969: Gimme Gimme Good Lovin' / Dark Part Of My Mind
- 1969: Sunshine, Red Wine / Pam
- 1969: Gimme Some More / My Baby (Honey Pie)
- 1969: There's A Better Day A-Comin' (Na Na Na Na)  / Space Buggy
- 1970: Landrover / There Ain’t No Umbopo

### Album
- 1969: Crazy Elephant